# Férfi egyéni műkorcsolya az 1994. évi téli olimpiai játékokon
Az 1994. évi téli olimpiai játékokon a műkorcsolya férfi egyéni versenyszámának rövid programját február 17-én, a kűrt február 19-én rendezték Hamarban. Az aranyérmet az orosz Alekszej Urmanov nyerte. A versenyszámban nem vett részt magyar versenyző.

## Eredmények
Az egyes szakaszokban (rövid program, kűr) kilenc bíró pontozta a versenyzőket. A pontok alapján a bírók mindegyikénél külön-külön kialakult egy sorrend az egyes szakaszokra vonatkozóan és ez egy helyezési pontszámot is jelentett. Az egyes szakaszok eredménye a következő kritériumok alapján alakult ki:
1. „Többségi helyezések száma”. Az a versenyző végzett előrébb, akit a bírók többsége előrébb rangsorolt. A bírók többsége azt jelentette, hogy a legjobb 5 helyezést adó bíró helyezési pontszámait vették figyelembe, de ha az 5. bíró helyezésével még volt azonos helyezés, akkor az(oka)t is figyelembe vették. Ezt az adatot tartalmazza az oszlop. (Pl. a „6×3+” azt jelenti, hogy a versenyző 6 bírónál az első 3 hely valamelyikén végzett.)
2. „Többségi helyezések összege” (a figyelembe vett bírók helyezési pontszámainak összege)
3. „Helyezések összege” (az összes bíró helyezési pontszámainak összege)

A versenyszám végeredményét az összesített helyezési pontszám határozta meg, amely az alábbiak összegéből állt:
- A rövid program helyezési pontszámának 0,5-szerese (az összesítés 33,3%-a),
- A kűr helyezési pontszámának 1-szerese (az összesítés 66,7%-a).

Az alacsonyabb helyezési pontszámmal rendelkező versenyző végzett előrébb. Egyenlő helyezési pontszám esetén a kűrben elért jobb helyezés döntött.

### Rövid program
Az első 24 helyen végzett versenyző vehetett részt a kűrben.
A rövidítés jelentése a következő:
- Q: továbbjutás a kűrbe, helyezés alapján

| Hely. | Versenyző           | Nemzet                        | Többségi helyezések száma | Többségi helyezések összege | Helyezések összege | Pont  | Helyezési pontszám | Mj. |
| ----- | ------------------- | ----------------------------- | ------------------------- | --------------------------- | ------------------ | ----- | ------------------ | --- |
| 1.    | Alekszej Urmanov    | Oroszország (RUS)             | 5×1+                      | 5,0                         | 14,0               | 103,4 | 0,5                | Q   |
| 2.    | Elvis Stojko        | Kanada (CAN)                  | 8×2+                      | 13,0                        | 16,0               | 102,9 | 1,0                | Q   |
| 3.    | Philippe Candeloro  | Franciaország (FRA)           | 8×3+                      | 21,0                        | 29,0               | 101,9 | 1,5                | Q   |
| 4.    | Scott Davis         | Egyesült Államok (USA)        | 7×5+                      | 31,0                        | 43,0               | 99,3  | 2,0                | Q   |
| 5.    | Oleg Tataurov       | Oroszország (RUS)             | 6×5+                      | 26,0                        | 49,0               | 98,9  | 2,5                | Q   |
| 6.    | Éric Millot         | Franciaország (FRA)           | 5×5+                      | 22,0                        | 50,0               | 98,9  | 3,0                | Q   |
| 7.    | Steven Cousins      | Nagy-Britannia (GBR)          | 5×7+                      | 31,0                        | 68,0               | 96,7  | 3,5                | Q   |
| 8.    | Brian Boitano       | Egyesült Államok (USA)        | 5×7+                      | 33,0                        | 67,0               | 96,9  | 4,0                | Q   |
| 9.    | Viktor Petrenko     | Ukrajna (UKR)                 | 6×9+                      | 50,0                        | 82,0               | 95,8  | 4,5                | Q   |
| 10.   | Sébastien Britten   | Kanada (CAN)                  | 5×10+                     | 44,0                        | 90,0               | 94,0  | 5,0                | Q   |
| 11.   | Kagijama Maszakazu  | Japán (JPN)                   | 5×10+                     | 46,0                        | 99,0               | 92,9  | 5,5                | Q   |
| 12.   | Kurt Browning       | Kanada (CAN)                  | 9×12+                     | 102,0                       | 102,0              | 92,9  | 6,0                | Q   |
| 13.   | Michael Tyllesen    | Dánia (DEN)                   | 5×13+                     | 65,0                        | 136,0              | 86,2  | 6,5                | Q   |
| 14.   | Igor Paskevics      | Oroszország (RUS)             | 9×14+                     | 121,0                       | 121,0              | 88,2  | 7,0                | Q   |
| 15.   | Michael Shmerkin    | Izrael (ISR)                  | 5×15+                     | 71,0                        | 138,0              | 86,2  | 7,5                | Q   |
| 16.   | Cornel Gheorghe     | Románia (ROU)                 | 5×16+                     | 74,0                        | 144,0              | 84,6  | 8,0                | Q   |
| 16.   | Zhang Min           | Kína (CHN)                    | 5×16+                     | 74,0                        | 144,0              | 84,8  | 8,0                | Q   |
| 18.   | Csong Szongil       | Dél-Korea (KOR)               | 5×18+                     | 85,0                        | 165,0              | 80,6  | 9,0                | Q   |
| 19.   | Marius Negrea       | Románia (ROU)                 | 6×19+                     | 107,0                       | 167,0              | 80,5  | 9,5                | Q   |
| 20.   | Stephen Carr        | Ausztrália (AUS)              | 6×20+                     | 116,0                       | 179,0              | 78,0  | 10,0               | Q   |
| 21.   | Oikava Fumihiro     | Japán (JPN)                   | 6×22+                     | 122,0                       | 193,0              | 75,3  | 10,5               | Q   |
| 21.   | Andrejs Vlaščenko   | Lettország (LAT)              | 6×22+                     | 122,0                       | 193,0              | 74,7  | 10,5               | Q   |
| 23.   | Dino Quattrocecere  | Dél-afrikai Köztársaság (RSA) | 7×23+                     | 156,0                       | 205,0              | 72,8  | 11,5               | Q   |
| 24.   | Aljakszandr Muraska | Fehéroroszország (BLR)        | 7×24+                     | 165,0                       | 215,0              | 70,1  | 12,0               | Q   |
| 25.   | Margus Hernits      | Észtország (EST)              | 9×25+                     | 216,0                       | 216,0              | 69,4  | 12,5               |     |

### Kűr
| Hely. | Versenyző           | Nemzet                        | Többségi helyezések száma | Többségi helyezések összege | Helyezések összege | Pont  | Helyezési pontszám |
| ----- | ------------------- | ----------------------------- | ------------------------- | --------------------------- | ------------------ | ----- | ------------------ |
| 1.    | Alekszej Urmanov    | Oroszország (RUS)             | 6×1+                      | 6,0                         | 15,0               | 104,6 | 1,0                |
| 2.    | Elvis Stojko        | Kanada (CAN)                  | 8×3+                      | 19,0                        | 24,0               | 104,3 | 2,0                |
| 3.    | Kurt Browning       | Kanada (CAN)                  | 7×4+                      | 21,0                        | 31,0               | 103,2 | 3,0                |
| 4.    | Viktor Petrenko     | Ukrajna (UKR)                 | 7×4+                      | 23,0                        | 33,0               | 103,3 | 4,0                |
| 5.    | Philippe Candeloro  | Franciaország (FRA)           | 6×4+                      | 17,0                        | 33,0               | 103,2 | 5,0                |
| 6.    | Brian Boitano       | Egyesült Államok (USA)        | 6×6+                      | 35,0                        | 60,0               | 100,6 | 6,0                |
| 7.    | Éric Millot         | Franciaország (FRA)           | 5×7+                      | 33,0                        | 68,0               | 99,3  | 7,0                |
| 8.    | Scott Davis         | Egyesült Államok (USA)        | 5×8+                      | 37,0                        | 74,0               | 98,6  | 8,0                |
| 9.    | Steven Cousins      | Nagy-Britannia (GBR)          | 8×9+                      | 65,0                        | 75,0               | 98,2  | 9,0                |
| 10.   | Sébastien Britten   | Kanada (CAN)                  | 7×10+                     | 64,0                        | 86,0               | 96,6  | 10,0               |
| 11.   | Kagijama Maszakazu  | Japán (JPN)                   | 7×11+                     | 72,0                        | 96,0               | 94,9  | 11,0               |
| 12.   | Michael Tyllesen    | Dánia (DEN)                   | 6×12+                     | 71,0                        | 113,0              | 90,9  | 12,0               |
| 13.   | Oleg Tataurov       | Oroszország (RUS)             | 6×13+                     | 74,0                        | 116,0              | 91,1  | 13,0               |
| 14.   | Cornel Gheorghe     | Románia (ROU)                 | 5×14+                     | 66,0                        | 126,0              | 89,1  | 14,0               |
| 15.   | Igor Paskevics      | Oroszország (RUS)             | 5×14+                     | 69,0                        | 132,0              | 88,5  | 15,0               |
| 16.   | Csong Szongil       | Dél-Korea (KOR)               | 5×16+                     | 80,0                        | 151,0              | 85,3  | 16,0               |
| 17.   | Michael Shmerkin    | Izrael (ISR)                  | 6×17+                     | 100,0                       | 157,0              | 84,4  | 17,0               |
| 18.   | Stephen Carr        | Ausztrália (AUS)              | 5×17+                     | 80,0                        | 153,0              | 84,7  | 18,0               |
| 19.   | Marius Negrea       | Románia (ROU)                 | 6×20+                     | 116,0                       | 180,0              | 79,6  | 19,0               |
| 20.   | Andrejs Vlaščenko   | Lettország (LAT)              | 5×20+                     | 95,0                        | 180,0              | 79,1  | 20,0               |
| 21.   | Zhang Min           | Kína (CHN)                    | 6×21+                     | 117,0                       | 183,0              | 79,2  | 21,0               |
| 22.   | Oikava Fumihiro     | Japán (JPN)                   | 7×22+                     | 148,0                       | 194,0              | 76,7  | 22,0               |
| 23.   | Aljakszandr Muraska | Fehéroroszország (BLR)        | 8×23+                     | 179,0                       | 203,0              | 74,5  | 23,0               |
| 24.   | Dino Quattrocecere  | Dél-afrikai Köztársaság (RSA) | 9×24+                     | 215,0                       | 215,0              | 69,4  | 24,0               |

### Végeredmény
| Helyezés | Versenyző           | Nemzet                        | Helyezési pontszámok | Helyezési pontszámok | Helyezési pontszámok |
| Helyezés | Versenyző           | Nemzet                        | Rövid program        | Kűr                  | Összesen             |
| -------- | ------------------- | ----------------------------- | -------------------- | -------------------- | -------------------- |
| Arany    | Alekszej Urmanov    | Oroszország (RUS)             | 0,5                  | 1,0                  | 1,5                  |
| Ezüst    | Elvis Stojko        | Kanada (CAN)                  | 1,0                  | 2,0                  | 3,0                  |
| Bronz    | Philippe Candeloro  | Franciaország (FRA)           | 1,5                  | 5,0                  | 6,5                  |
| 4.       | Viktor Petrenko     | Ukrajna (UKR)                 | 4,5                  | 4,0                  | 8,5                  |
| 5.       | Kurt Browning       | Kanada (CAN)                  | 6,0                  | 3,0                  | 9,0                  |
| 6.       | Brian Boitano       | Egyesült Államok (USA)        | 4,0                  | 6,0                  | 10,0                 |
| 7.       | Éric Millot         | Franciaország (FRA)           | 3,0                  | 7,0                  | 10,0                 |
| 8.       | Scott Davis         | Egyesült Államok (USA)        | 2,0                  | 8,0                  | 10,0                 |
| 9.       | Steven Cousins      | Nagy-Britannia (GBR)          | 3,5                  | 9,0                  | 12,5                 |
| 10.      | Sébastien Britten   | Kanada (CAN)                  | 5,0                  | 10,0                 | 15,0                 |
| 11.      | Oleg Tataurov       | Oroszország (RUS)             | 2,5                  | 13,0                 | 15,5                 |
| 12.      | Kagijama Maszakazu  | Japán (JPN)                   | 5,5                  | 11,0                 | 16,5                 |
| 13.      | Michael Tyllesen    | Dánia (DEN)                   | 6,5                  | 12,0                 | 18,5                 |
| 14.      | Cornel Gheorghe     | Románia (ROU)                 | 8,0                  | 14,0                 | 22,0                 |
| 15.      | Igor Paskevics      | Oroszország (RUS)             | 7,0                  | 15,0                 | 22,0                 |
| 16.      | Michael Shmerkin    | Izrael (ISR)                  | 7,5                  | 17,0                 | 24,5                 |
| 17.      | Csong Szongil       | Dél-Korea (KOR)               | 9,0                  | 16,0                 | 25,0                 |
| 18.      | Stephen Carr        | Ausztrália (AUS)              | 10,0                 | 18,0                 | 28,0                 |
| 19.      | Marius Negrea       | Románia (ROU)                 | 9,5                  | 19,0                 | 28,5                 |
| 20.      | Zhang Min           | Kína (CHN)                    | 8,0                  | 21,0                 | 29,0                 |
| 21.      | Andrejs Vlaščenko   | Lettország (LAT)              | 10,5                 | 20,0                 | 30,5                 |
| 22.      | Oikava Fumihiro     | Japán (JPN)                   | 10,5                 | 22,0                 | 32,5                 |
| 23.      | Aljakszandr Muraska | Fehéroroszország (BLR)        | 12,0                 | 23,0                 | 35,0                 |
| 24.      | Dino Quattrocecere  | Dél-afrikai Köztársaság (RSA) | 11,5                 | 24,0                 | 35,5                 |
| 25.      | Margus Hernits      | Észtország (EST)              | 12,5                 | kiesett              | –                    |